# Vrećari
Vrećari (en italien : Vrezzari) est une localité de Croatie située en Istrie, dans la municipalité de Sveta Nedelja, dans le comitat d'Istrie. En 2001, la localité comptait 126 habitants.

## Démographie
| 1948 | 1953 | 1961 | 1971 | 1981 | 1991 | 2001 |
| ---- | ---- | ---- | ---- | ---- | ---- | ---- |
| 113  | 103  | 106  | 73   | 94   | 101  | 126  |